# Cuchilla de Peralta
Cuchilla de Peralta é uma localidade uruguaia do departamento de Tacuarembó, na zona sul do departamento, banhada pelo Arroyo Molles. Está situada a 87 km da cidade de Tacuarembó, capital do departamento.

## Toponímia
O nome da localidade vem da cuchilla homónima. 

## População
Segundo o censo de 2011 a localidade contava com uma população de 218 habitantes.
| Variação demográfica do município entre 1996 e 2011 |
|                                                     |

## Geografia
Cuchilla de Peralta se situa próxima das seguintes localidades: ao norte, Achar, a oeste, Tiatucurá (Departamento de Paysandú), ao sudoeste, Paso de los Toros e ao sudeste, Cardozo .

## Autoridades
A localidade é subordinada diretamente ao departamento de Tacuarembó, não sendo parte de nenhum município tacuaremboense.

## Religião
A localidade possui uma capela "Imaculada Conceição", subordinada à paróquia "Santa Isabel" (cidade de Paso de los Toros), pertencente à Diocese de Tacuarembó

## Transporte
A localidade possui a seguinte rodovia:
- Ruta 05, que liga Montevidéu à Rivera (Departamento de Rivera) (Fronteira Seca - e a BR-158 em Santana do Livramento (Rio Grande do Sul)). [8][9][10]